# Coppa del Mondo di sci di fondo 2021
La Coppa del Mondo di sci di fondo 2021 è stata la quarantesima edizione della manifestazione organizzata dalla Federazione Internazionale Sci; è iniziata il 27 novembre 2020 a Kuusamo, in Finlandia, e si è conclusa il 14 marzo 2021 in Engadina, in Svizzera. Durante la stagione si sono tenuti a Oberstdorf i Campionati mondiali di sci nordico 2021, non validi ai fini della Coppa del Mondo il cui calendario ha contemplato dunque un'interruzione tra febbraio e marzo.
In campo sia maschile sia femminile sono state disputate 15 delle 21 gare in programma: 12 individuali (6 di distanza, 4 sprint, 2 competizioni intermedie a tappe) e 3 a squadre (1 staffetta, 2 sprint a squadre), in 10 diverse località.
Tra gli uomini il russo Aleksandr Bol'šunov si è aggiudicato sia la Coppa del Mondo generale, sia quella di distanza; l'italiano Federico Pellegrino ha vinto la Coppa del Mondo di sprint. Bol'šunov era il detentore uscente della Coppa generale.
Tra le donne la statunitense Jessica Diggins si è aggiudicata sia la Coppa del Mondo generale, sia quella di distanza; la slovena Anamarija Lampič ha vinto la Coppa del Mondo di sprint. La norvegese Therese Johaug era la detentrice uscente della Coppa generale.

## Uomini

### Risultati
| Data                              | Località                           | Nazione         | Specialità  | Primo                                                             | Secondo                                                                | Terzo                                                                      |
| --------------------------------- | ---------------------------------- | --------------- | ----------- | ----------------------------------------------------------------- | ---------------------------------------------------------------------- | -------------------------------------------------------------------------- |
| 27 novembre 2020 29 novembre 2020 | Kuusamo                            | Finlandia       | Ruka Triple | Johannes Høsflot Klæbo                                            | Aleksandr Bol'šunov                                                    | Emil Iversen                                                               |
| 4 dicembre 2021                   | Lillehammer                        | Norvegia        | SP TC       | annullata                                                         | annullata                                                              | annullata                                                                  |
| 5 dicembre 2021                   | Lillehammer                        | Norvegia        | 30 km ST    | annullata                                                         | annullata                                                              | annullata                                                                  |
| 6 dicembre 2021                   | Lillehammer                        | Norvegia        | 4x7,5 km    | annullata                                                         | annullata                                                              | annullata                                                                  |
| 12 dicembre 2020                  | Davos                              | Svizzera        | SP TL       | Federico Pellegrino                                               | Aleksandr Bol'šunov                                                    | Andrew Young                                                               |
| 13 dicembre 2020                  | Davos                              | Svizzera        | 15 km TL    | Aleksandr Bol'šunov                                               | Andrej Mel'ničenko                                                     | Artëm Mal'cev                                                              |
| 19 dicembre 2020                  | Dresda                             | Germania        | SP TL       | Federico Pellegrino                                               | Andrew Young                                                           | Gleb Retivych                                                              |
| 20 dicembre 2020                  | Dresda                             | Germania        | TS TL       | Russia I Aleksandr Bol'šunov Gleb Retivych                        | Francia I Richard Jouve Lucas Chanavat                                 | Italia I Francesco De Fabiani Federico Pellegrino                          |
| 1º gennaio 2021 10 gennaio 2021   | Val Müstair Dobbiaco Val di Fiemme | Svizzera Italia | Tour de Ski | Aleksandr Bol'šunov                                               | Maurice Manificat                                                      | Denis Spicov                                                               |
| 23 gennaio 2021                   | Lahti                              | Finlandia       | 30 km ST    | Emil Iversen                                                      | Sjur Røthe                                                             | Pål Golberg                                                                |
| 24 gennaio 2021                   | Lahti                              | Finlandia       | 4x7,5 km    | Norvegia Pål Golberg Emil Iversen Sjur Røthe Simen Hegstad Krüger | Finlandia I Perttu Hyvärinen Ristomatti Hakola Iivo Niskanen Joni Mäki | Russia II Il'ja Semikov Ivan Jakimuškin Andrej Mel'ničenko Sergej Ustjugov |
| 29 gennaio 2021                   | Falun                              | Svezia          | 15 km TL    | Aleksandr Bol'šunov                                               | Simen Hegstad Krüger                                                   | Sjur Røthe                                                                 |
| 30 gennaio 2021                   | Falun                              | Svezia          | 15 km TC MS | Aleksandr Bol'šunov                                               | Johannes Høsflot Klæbo                                                 | Pål Golberg                                                                |
| 31 gennaio 2021                   | Falun                              | Svezia          | SP TC       | Johannes Høsflot Klæbo                                            | Oskar Svensson                                                         | Håvard Solås Taugbøl                                                       |
| 6 febbraio 2021                   | Ulricehamn                         | Svezia          | SP TL       | Oskar Svensson                                                    | Gleb Retivych                                                          | Federico Pellegrino                                                        |
| 7 febbraio 2021                   | Ulricehamn                         | Svezia          | TS TL       | Italia I Francesco De Fabiani Federico Pellegrino                 | Svizzera I Jovian Hediger Roman Furger                                 | Svezia II Karl-Johan Westberg Johan Häggström                              |
| 20 febbraio 2021                  | Nové Město na Moravě               | Rep. Ceca       | SP TC       | annullata                                                         | annullata                                                              | annullata                                                                  |
| 21 febbraio 2021                  | Nové Město na Moravě               | Rep. Ceca       | 15 km TL    | annullata                                                         | annullata                                                              | annullata                                                                  |
| 13 marzo 2021                     | Engadina                           | Svizzera        | 15 km TC MS | Aleksandr Bol'šunov                                               | Johannes Høsflot Klæbo                                                 | Pål Golberg                                                                |
| 14 marzo 2021                     | Engadina                           | Svizzera        | 50 km TL PU | Simen Hegstad Krüger                                              | Hans Christer Holund                                                   | Jens Burman                                                                |
| 19 marzo 2021 21 marzo 2021       | Pechino                            | Cina            | Finali      | annullata                                                         | annullata                                                              | annullata                                                                  |

Legenda:

TC = tecnica classica

TL = tecnica libera

SP = sprint

PU = inseguimento

ST = skiathlon

TS = sprint a squadre

MS = partenza in linea

#### Competizioni intermedie
| Ruka Triple       |                   |                   |                   |                        |                        |                     |
| Data              | Località          | Nazione           | Specialità        | Primo                  | Secondo                | Terzo               |
| 27 novembre 2020  | Kuusamo           | Finlandia         | SP TC             | Erik Valnes            | Johannes Høsflot Klæbo | Emil Iversen        |
| 28 novembre 2020  | Kuusamo           | Finlandia         | 15 km TC          | Johannes Høsflot Klæbo | Aleksej Červotkin      | Aleksandr Bol'šunov |
| 29 novembre 2020  | Kuusamo           | Finlandia         | 15 km TL PU       | Hans Christer Holund   | Andrej Mel'ničenko     | Sjur Røthe          |
| Classifica finale | Classifica finale | Classifica finale | Classifica finale | Johannes Høsflot Klæbo | Aleksandr Bol'šunov    | Emil Iversen        |
|                   |                   |                   |                   |                        |                        |                     |
| Tour de Ski 2021  |                   |                   |                   |                        |                        |                     |
| Data              | Località          | Nazione           | Specialità        | Primo                  | Secondo                | Terzo               |
| 1º gennaio 2021   | Val Müstair       | Svizzera          | SP TL             | Federico Pellegrino    | Aleksandr Bol'šunov    | Richard Jouve       |
| 2 gennaio 2021    | Val Müstair       | Svizzera          | 15 km TC MS       | Aleksandr Bol'šunov    | Dario Cologna          | Ivan Jakimuškin     |
| 3 gennaio 2021    | Val Müstair       | Svizzera          | 15 km TL PU       | Aleksandr Bol'šunov    | Artëm Mal'cev          | Maurice Manificat   |
| 5 gennaio 2021    | Dobbiaco          | Italia            | 15 km TL          | Aleksandr Bol'šunov    | Denis Spicov           | Ivan Jakimuškin     |
| 6 gennaio 2021    | Dobbiaco          | Italia            | 15 km TC PU       | Aleksandr Bol'šunov    | Ivan Jakimuškin        | Evgenij Belov       |
| 8 gennaio 2021    | Val di Fiemme     | Italia            | 15 km TC MS       | Aleksandr Bol'šunov    | Francesco De Fabiani   | Aleksej Červotkin   |
| 9 gennaio 2021    | Val di Fiemme     | Italia            | SP TC             | Oskar Svensson         | Gleb Retivych          | Aleksandr Bol'šunov |
| 10 gennaio 2021   | Val di Fiemme     | Italia            | 10 km TL MS       | Denis Spicov           | Aleksandr Bol'šunov    | Maurice Manificat   |
| Classifica finale | Classifica finale | Classifica finale | Classifica finale | Aleksandr Bol'šunov    | Maurice Manificat      | Denis Spicov        |
|                   |                   |                   |                   |                        |                        |                     |
| Finali 2021       |                   |                   |                   |                        |                        |                     |
| Data              | Località          | Nazione           | Specialità        | Primo                  | Secondo                | Terzo               |
| 19 marzo 2021     | Pechino           | Cina              | SP TL             | annullata              | annullata              | annullata           |
| 20 marzo 2021     | Pechino           | Cina              | 30 km ST          | annullata              | annullata              | annullata           |
| 21 marzo 2021     | Pechino           | Cina              | 15 km TC HS       | annullata              | annullata              | annullata           |

Legenda:

TC = tecnica classica

TL = tecnica libera

SP = sprint

PU = inseguimento

ST = skiathlon

MS = partenza in linea

### Classifiche

#### Generale
| Pos. | Nome                   | Nazione  | Punti |
| ---- | ---------------------- | -------- | ----- |
| 1    | Aleksandr Bol'šunov    | Russia   | 1765  |
| 2    | Ivan Jakimuškin        | Russia   | 800   |
| 3    | Johannes Høsflot Klæbo | Norvegia | 663   |
| 4    | Federico Pellegrino    | Italia   | 614   |
| 5    | Artëm Mal'cev          | Russia   | 604   |
| 6    | Maurice Manificat      | Francia  | 597   |
| 7    | Evgenij Belov          | Russia   | 590   |
| 8    | Andrej Mel'ničenko     | Russia   | 586   |
| 9    | Denis Spicov           | Russia   | 567   |
| 10   | Oskar Svensson         | Svezia   | 484   |

#### Distanza
| Pos. | Nome                 | Nazione  | Punti |
| ---- | -------------------- | -------- | ----- |
| 1    | Aleksandr Bol'šunov  | Russia   | 921   |
| 2    | Ivan Jakimuškin      | Russia   | 509   |
| 3    | Simen Hegstad Krüger | Norvegia | 357   |
| 4    | Denis Spicov         | Russia   | 327   |
| 5    | Evgenij Belov        | Russia   | 321   |

#### Sprint
| Pos. | Nome                | Nazione | Punti |
| ---- | ------------------- | ------- | ----- |
| 1    | Federico Pellegrino | Italia  | 439   |
| 2    | Gleb Retivych       | Russia  | 369   |
| 3    | Aleksandr Bol'šunov | Russia  | 284   |
| 4    | Oskar Svensson      | Svezia  | 283   |
| 5    | Lucas Chanavat      | Francia | 219   |

## Donne

### Risultati
| Data                              | Località                           | Nazione         | Specialità  | Prima                                                                       | Seconda                                                       | Terza                                                                         |
| --------------------------------- | ---------------------------------- | --------------- | ----------- | --------------------------------------------------------------------------- | ------------------------------------------------------------- | ----------------------------------------------------------------------------- |
| 27 novembre 2020 29 novembre 2020 | Kuusamo                            | Finlandia       | Ruka Triple | Therese Johaug                                                              | Tat'jana Sorina                                               | Ebba Andersson                                                                |
| 4 dicembre 2021                   | Lillehammer                        | Norvegia        | SP TC       | annullata                                                                   | annullata                                                     | annullata                                                                     |
| 5 dicembre 2021                   | Lillehammer                        | Norvegia        | 15 km ST    | annullata                                                                   | annullata                                                     | annullata                                                                     |
| 6 dicembre 2021                   | Lillehammer                        | Norvegia        | 4x5 km      | annullata                                                                   | annullata                                                     | annullata                                                                     |
| 12 dicembre 2020                  | Davos                              | Svizzera        | SP TL       | Rosie Brennan                                                               | Anamarija Lampič                                              | Natal'ja Neprjaeva                                                            |
| 13 dicembre 2020                  | Davos                              | Svizzera        | 10 km TL    | Rosie Brennan                                                               | Julija Belorukova                                             | Hailey Swirbul                                                                |
| 19 dicembre 2020                  | Dresda                             | Germania        | SP TL       | Nadine Fähndrich                                                            | Sophie Caldwell                                               | Anamarija Lampič                                                              |
| 20 dicembre 2020                  | Dresda                             | Germania        | TS TL       | Svizzera I Laurien van der Graaff Nadine Fähndrich                          | Russia I Julija Belorukova Natal'ja Neprjaeva                 | Slovenia Eva Urevc Anamarija Lampič                                           |
| 1º gennaio 2021 10 gennaio 2021   | Val Müstair Dobbiaco Val di Fiemme | Svizzera Italia | Tour de Ski | Jessica Diggins                                                             | Julija Belorukova                                             | Ebba Andersson                                                                |
| 23 gennaio 2021                   | Lahti                              | Finlandia       | 15 km ST    | Therese Johaug                                                              | Helene Marie Fossesholm                                       | Heidi Weng                                                                    |
| 24 gennaio 2021                   | Lahti                              | Finlandia       | 4x5 km      | Norvegia Tiril Udnes Weng Therese Johaug Helene Marie Fossesholm Heidi Weng | Svezia Charlotte Kalla Emma Ribom Lovisa Modig Ebba Andersson | Finlandia I Johanna Matintalo Kerttu Niskanen Laura Mononen Krista Pärmäkoski |
| 29 gennaio 2021                   | Falun                              | Svezia          | 10 km TL    | Jessica Diggins                                                             | Therese Johaug                                                | Ebba Andersson                                                                |
| 30 gennaio 2021                   | Falun                              | Svezia          | 10 km TC MS | Linn Svahn                                                                  | Julija Belorukova                                             | Therese Johaug                                                                |
| 31 gennaio 2021                   | Falun                              | Svezia          | SP TC       | Linn Svahn                                                                  | Anamarija Lampič                                              | Jonna Sundling                                                                |
| 6 febbraio 2021                   | Ulricehamn                         | Svezia          | SP TL       | Maja Dahlqvist                                                              | Johanna Hagström                                              | Jessica Diggins                                                               |
| 7 febbraio 2021                   | Ulricehamn                         | Svezia          | TS TL       | Slovenia Eva Urevc Anamarija Lampič                                         | Svezia I Maja Dahlqvist Linn Svahn                            | Svizzera Laurien van der Graaff Nadine Fähndrich                              |
| 20 febbraio 2021                  | Nové Město na Moravě               | Rep. Ceca       | SP TC       | annullata                                                                   | annullata                                                     | annullata                                                                     |
| 21 febbraio 2021                  | Nové Město na Moravě               | Rep. Ceca       | 10 km TL    | annullata                                                                   | annullata                                                     | annullata                                                                     |
| 13 marzo 2021                     | Engadina                           | Svizzera        | 10 km TC MS | Julija Belorukova                                                           | Heidi Weng                                                    | Ebba Andersson                                                                |
| 14 marzo 2021                     | Engadina                           | Svizzera        | 30 km TL PU | Heidi Weng                                                                  | Ebba Andersson                                                | Julija Belorukova                                                             |
| 19 marzo 2021 21 marzo 2021       | Pechino                            | Cina            | Finali      | annullata                                                                   | annullata                                                     | annullata                                                                     |

Legenda:

TC = tecnica classica

TL = tecnica libera

SP = sprint

PU = inseguimento

ST = skiathlon

TS = sprint a squadre

MS = partenza in linea

#### Competizioni intermedie
| Ruka Triple       |                   |                   |                   |                    |                         |                  |
| Data              | Località          | Nazione           | Specialità        | Prima              | Seconda                 | Terza            |
| 27 novembre 2020  | Kuusamo           | Finlandia         | SP TC             | Linn Svahn         | Maja Dahlqvist          | Jonna Sundling   |
| 28 novembre 2020  | Kuusamo           | Finlandia         | 10 km TC          | Therese Johaug     | Frida Karlsson          | Ebba Andersson   |
| 29 novembre 2020  | Kuusamo           | Finlandia         | 10 km TL PU       | Therese Johaug     | Helene Marie Fossesholm | Rosie Brennan    |
| Classifica finale | Classifica finale | Classifica finale | Classifica finale | Therese Johaug     | Tat'jana Sorina         | Ebba Andersson   |
|                   |                   |                   |                   |                    |                         |                  |
| Tour de Ski       |                   |                   |                   |                    |                         |                  |
| Data              | Località          | Nazione           | Specialità        | Prima              | Seconda                 | Terza            |
| 1º gennaio 2021   | Val Müstair       | Svizzera          | SP TL             | Linn Svahn         | Anamarija Lampič        | Jessica Diggins  |
| 2 gennaio 2021    | Val Müstair       | Svizzera          | 10 km TC MS       | Linn Svahn         | Julija Belorukova       | Jessica Diggins  |
| 3 gennaio 2021    | Val Müstair       | Svizzera          | 10 km TL PU       | Jessica Diggins    | Rosie Brennan           | Frida Karlsson   |
| 5 gennaio 2021    | Dobbiaco          | Italia            | 10 km TL          | Jessica Diggins    | Rosie Brennan           | Ebba Andersson   |
| 6 gennaio 2021    | Dobbiaco          | Italia            | 10 km TC PU       | Julija Belorukova  | Ebba Andersson          | Jessica Diggins  |
| 8 gennaio 2021    | Val di Fiemme     | Italia            | 10 km TC MS       | Natal'ja Neprjaeva | Katharina Hennig        | Ebba Andersson   |
| 9 gennaio 2021    | Val di Fiemme     | Italia            | SP TC             | Linn Svahn         | Maja Dahlqvist          | Emma Ribom       |
| 10 gennaio 2021   | Val di Fiemme     | Italia            | 10 km TL MS       | Ebba Andersson     | Jessica Diggins         | Delphine Claudel |
| Classifica finale | Classifica finale | Classifica finale | Classifica finale | Jessica Diggins    | Julija Belorukova       | Ebba Andersson   |
|                   |                   |                   |                   |                    |                         |                  |
| Finali 2021       |                   |                   |                   |                    |                         |                  |
| Data              | Località          | Nazione           | Specialità        | Prima              | Seconda                 | Terza            |
| 19 marzo 2021     | Pechino           | Cina              | SP TL             | annullata          | annullata               | annullata        |
| 20 marzo 2021     | Pechino           | Cina              | 15 km ST          | annullata          | annullata               | annullata        |
| 21 marzo 2021     | Pechino           | Cina              | 10 km TC HS       | annullata          | annullata               | annullata        |

Legenda:

TC = tecnica classica

TL = tecnica libera

SP = sprint

PU = inseguimento

ST = skiathlon

MS = partenza in linea

### Classifiche

#### Generale
| Pos. | Nome               | Nazione     | Punti |
| ---- | ------------------ | ----------- | ----- |
| 1    | Jessica Diggins    | Stati Uniti | 1347  |
| 2    | Julija Belorukova  | Russia      | 1079  |
| 3    | Ebba Andersson     | Svezia      | 1011  |
| 4    | Rosie Brennan      | Stati Uniti | 919   |
| 5    | Tat'jana Sorina    | Russia      | 851   |
| 6    | Natal'ja Neprjaeva | Russia      | 733   |
| 7    | Linn Svahn         | Svezia      | 688   |
| 8    | Anamarija Lampič   | Slovenia    | 643   |
| 9    | Therese Johaug     | Norvegia    | 611   |
| 10   | Nadine Fähndrich   | Svizzera    | 597   |

#### Distanza
| Pos. | Nome              | Nazione     | Punti |
| ---- | ----------------- | ----------- | ----- |
| 1    | Jessica Diggins   | Stati Uniti | 653   |
| 2    | Ebba Andersson    | Svezia      | 640   |
| 3    | Julija Belorukova | Russia      | 619   |
| 4    | Rosie Brennan     | Stati Uniti | 484   |
| 5    | Therese Johaug    | Norvegia    | 410   |

#### Sprint
| Pos. | Nome             | Nazione     | Punti |
| ---- | ---------------- | ----------- | ----- |
| 1    | Anamarija Lampič | Slovenia    | 402   |
| 2    | Nadine Fähndrich | Svizzera    | 296   |
| 3    | Linn Svahn       | Svezia      | 275   |
| 4    | Jessica Diggins  | Stati Uniti | 262   |
| 5    | Maja Dahlqvist   | Svezia      | 244   |